# Jessie Ware
Jessica Lois "Jessie" Ware, född 15 oktober 1984 i Hammersmith i London, är en brittisk singer-songwriter som släppte sitt debutalbum Devotion 2012. Hon har tidigare samarbetat med bland annat SBTRKT och Joker. Hennes debutalbum fick ett positivt mottagande från musikkritiker, med ett betyg på 84 av 100 på sammanställningssidan Metacritic.

## Diskografi

### Studioalbum
- 2012 – Devotion
- 2014 – Tough Love
- 2017 – Glasshouse
- 2020 – What's Your Pleasure?
- 2023 – That! Feels Good!

### Singlar
- 2011 – "Strangest Feeling"
- 2012 – "Running"
- 2012 – "110%"
- 2012 – "Wildest Moments"
- 2012 – "Night Light"